# پرستشگاه هیبیس
هیبیس (Hibis) یا هبت (hbt) پرستشگاهی باستانی در واحه خارگا‌ به عربی الخارجه در استان الوادی الجدید مصر است که از سده ششم پ.م. باقی مانده و آثاری از دوره هخامنشیان را در خود دارد. این پرستشگاه در بنیان به ایزد آمون-رع پیشکش شده بود ولی در آن تقریباً همه ایزدستان مصری گرامی داشته شده‌اند.

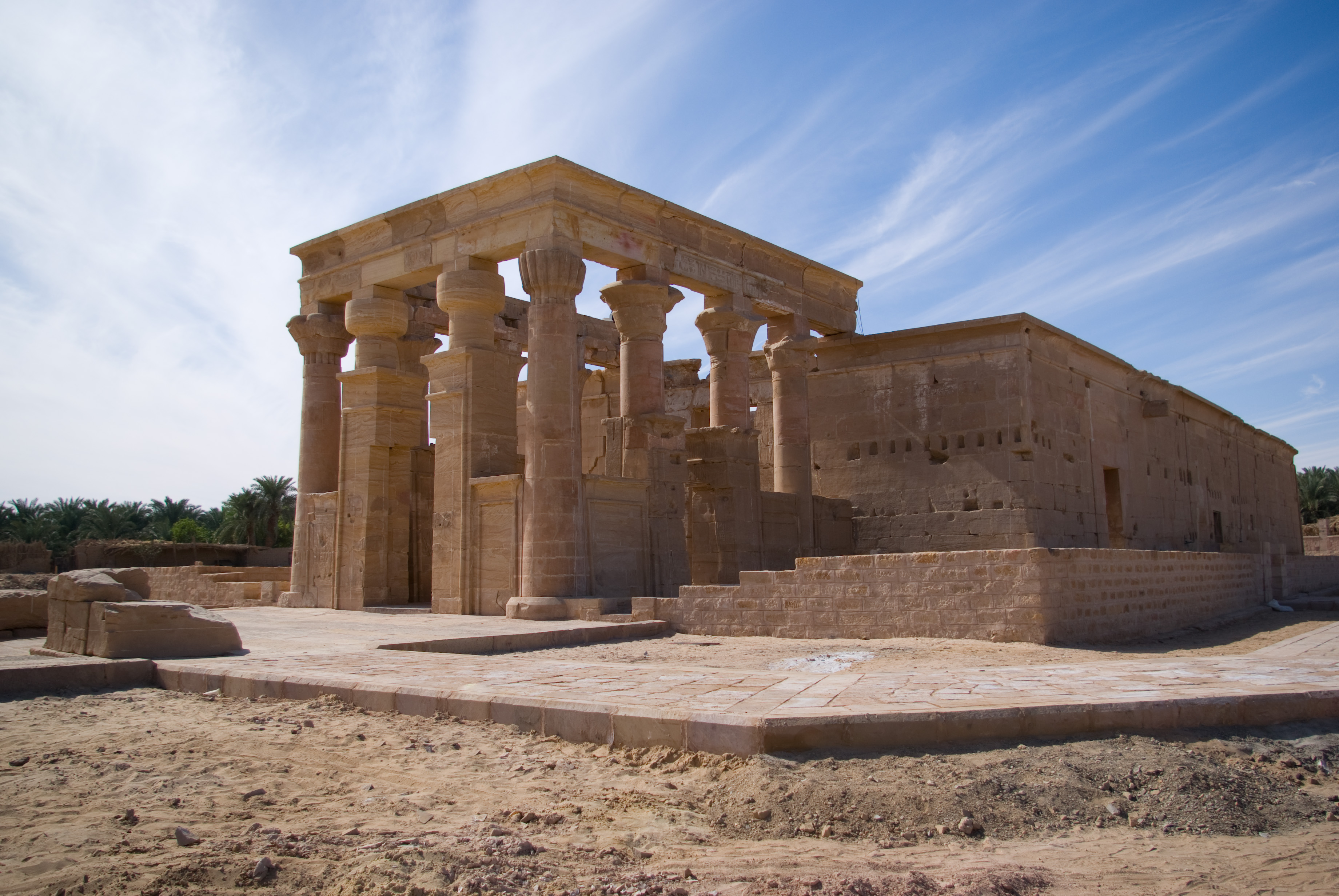

پرستشگاه هیبیس نمونه کاملی از سبک معماری دوره پایانی مصر باستان (Late Period of Ancient Egypt) است.
افزون بر ساختمان اصلی پرستشگاه که مربوط به دوره هخامنشی (دودمان بیست و هفتم) است و به فرمان داریوش بزرگ برپا شده (Zivie-Coche)، آثار دیگری از دودمانهای بیست و ششم، بیست و نهم و سی ام نیز در این بنا دیده می‌شود.

## پلان
پرستشگاه ۴۴ متر درازا و ۱۹ متر پهنا دارد و بر پایه و بنیان شرقی-غربی ساخته شده‌است. بخش‌های گوناگون آن بیرون به درون از این قرارند:(Hawass)
- دروازه رومی با سنگنبشته های یونانی از قرن اول میلادی که اکنون به جای دیگری جابجا شده‌است.
- یک خیابان با ردیف تندیس‌های ابوالهول در دو طرف (Sphinx Avenue)
- دروازه‌ای از دوره بطلمیوسی
- دروازه‌ای از زمان داریوش بزرگ
- حیاط روباز از دوره دودمان سی ام (نکتانبو یکم و نکتانبو دوم) با سنگنبشته و دیوارنگاره‌ها
- تالار ستوندار نخست (Hypostyle A) با دوازده ستون از دوره دودمان بیست و نهم
- ایوان ستوندار دوم (Hypostyle B) با چهار ستون که در دوران دودمان بیست و نهم ساخته و به فرمان داریوش بزرگ بازسازی شده‌است. در این سرسرا فرتور فرعون (داریوش) در حال پیشکش شراب به ایزدان نقش بسته‌است. (ولایتی- قاسمی) همچنین نام داریوش به خط هیروگلیف بر دیوار آن دیده می‌شود. (Ghamrawy)
- نمازگاه (Sanctuary) که کهن‌ترین بخش سازه است در بردارنده یک ایوان روباز ستوندار و چند سرسرای کوچکتر با نگاره‌هایی از ۵۶۹ ایزد و ایزدبانوی مصری (آمون، ایزیس، اوزیریس، هوروس و…). روی بام و زیرزمین نمازگاه نیز دو مکان برای پرستش اوزیریس برگزیده شده بوده است.

## مرمت و نجات بخشی
این پرستشگاه تا نخستین سالهای سده بیستم میلادی زیر شن‌ها پنهان بود و پیرامون آن را نخلستان‌ها و زمین‌های کشاورزی در بر گرفته بودند. برای نخستین بار در سال ۱۹۰۹ هیئتی از موزه متروپولیتن نیویورک این جایگاه باستانی را کاوش و متن سنگنبشته های آن را منتشر کرد. سپس یک هیئت مصری تا سال ۱۹۸۶ ادامه کاوش ها و بررسی پرستشگاه را برعهده گرفت. (Hawass)
در سال ۱۹۵۸ کارشناسان اعلام کردند که به شَوَند بالا آمدن تراز آب‌های زیرزمینی، خاک این مکان بسیار سُست شده و بیم آن میرود که سازه پرستشگاه فرو بریزد. نخست برای رهایی پرستشگاه قرار بر جابجایی آن بود و به طوری که بخشی از پرستشگاه (دروازه رومی) به مکانی در دو کیلومتری منتقل گردید. اما در نهایت تصمیم بر این شد که سازه در همان مکان پابرجا بماند و بازسازی شود. (Hawass) همزمان با تقویت سازه، برای کاهش ورود آب به محوطه، زمین‌های کشاورزی پیرامون آن خریداری شد و با کندن کانال‌های زهکشی آبهای زیرزمینی به بیرون محدوده پرستشگاه هدایت گردید.
(Ghamrawy)
پروژه نجات‌بخشی (Salvage Project) و بازسازی محوطه هم‌اکنون با موفقیت پایان یافته. اما بخش‌های داخلی آن هنوز به روی گردشگران باز نیست.

## نگاره‌های داریوش

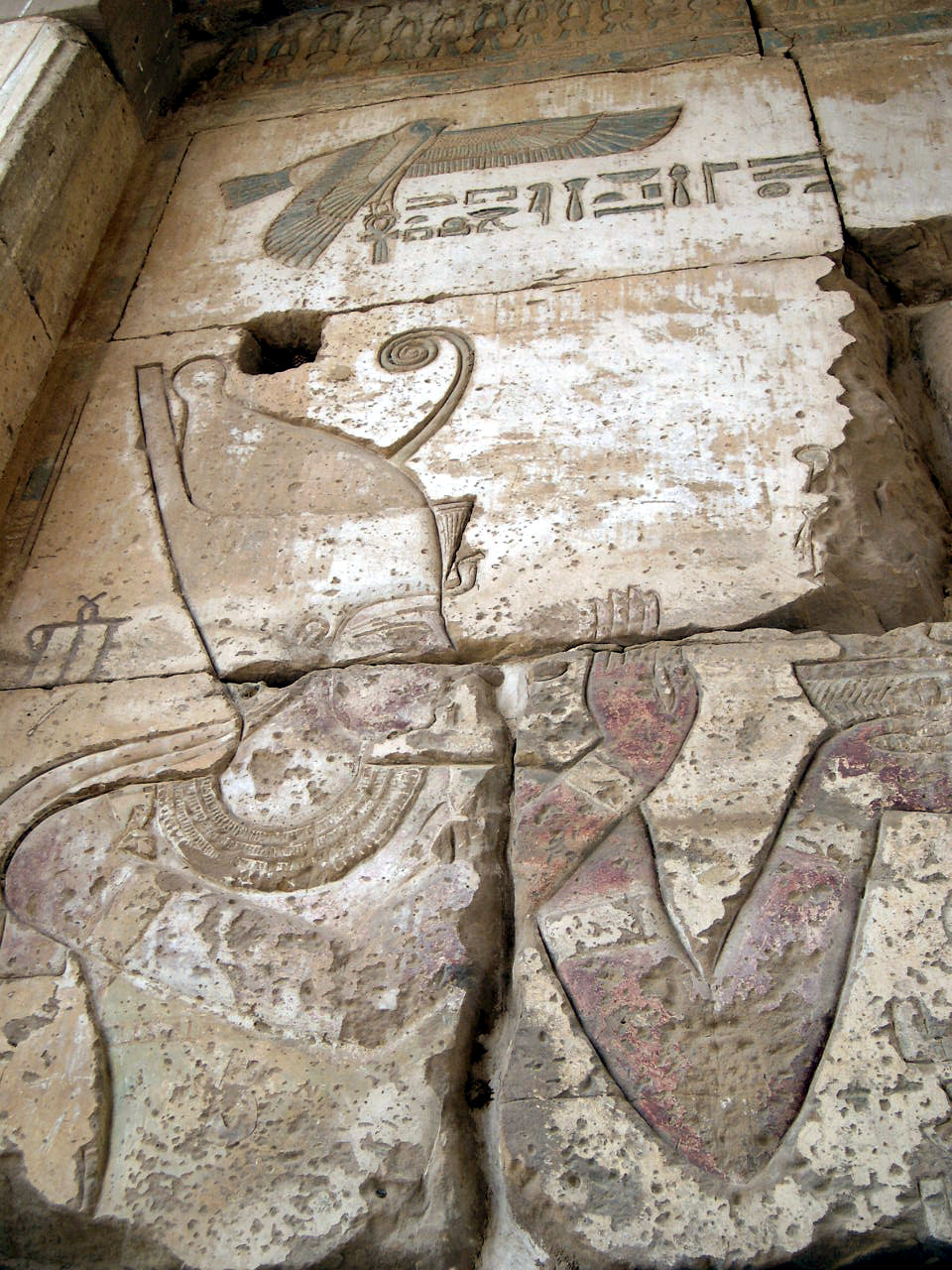
داریوش شاه به ایزدان سه‌گانه تِبس ادای احترام می‌کند.

هنرمندان مصری داریوش شاه را مطابق باورهای خود و در جامه و شمایل یک فرعون به تصویر کشیده‌اند. بر دیوارهای معبد (به ویژه اتاق L در بخش نمازگاه) تصاویر پرشماری از او در صحنه‌های آیینی به چشم می‌خورد. برخی از مهم‌ترین آن‌ها عبارتند از:
- شاه در حال ادای احترام به ایزدان سه‌گانه تبس (آمون، موت و خونسو)
- شاهِ نشسته بر تخت در حالیکه ایزدان هوروس و تحوت رشته‌هایی را به نشانه اتحاد مصر علیا و سفلا به پایه تخت او می‌بندند.
- شاه به شکل کودکی برهنه که ایزدان خنوم و پتاه بدن او را روی چرخ سفالگری شکل می‌دهند.
- ایزد آتوم نشانه زندگی را نزدیک دهان داریوش نگاه داشته در حالیکه ایزد تحوت نام شاه را بر برگ درخت ایشد (Ished tree) می‌نویسد.
- ایزدبانو «موت» داریوش جوان را شیر می‌دهد.
- ایزدبانوی آمون (آمونت) شاه را در آغوش گرفته‌است.

## نگارخانه

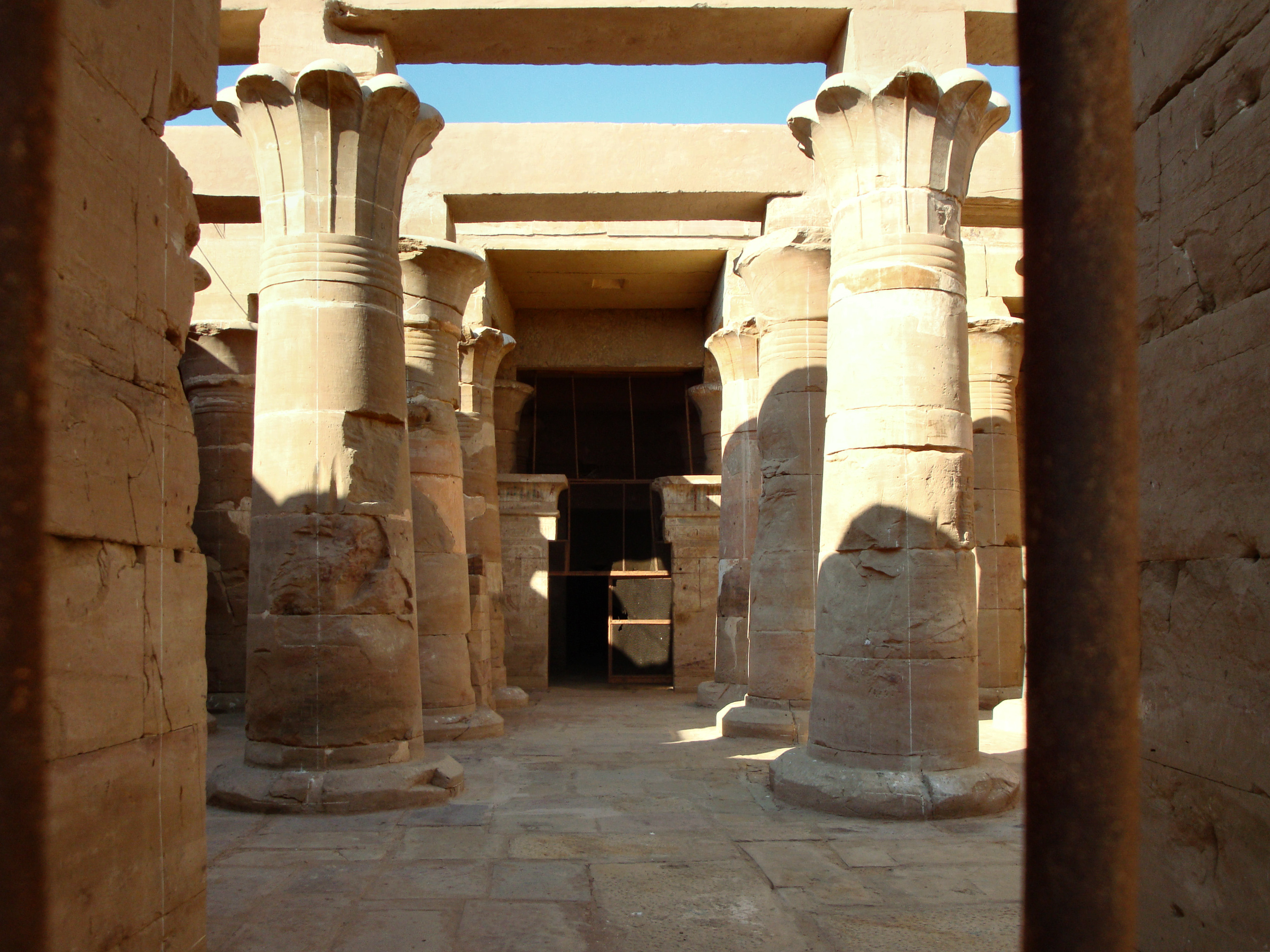
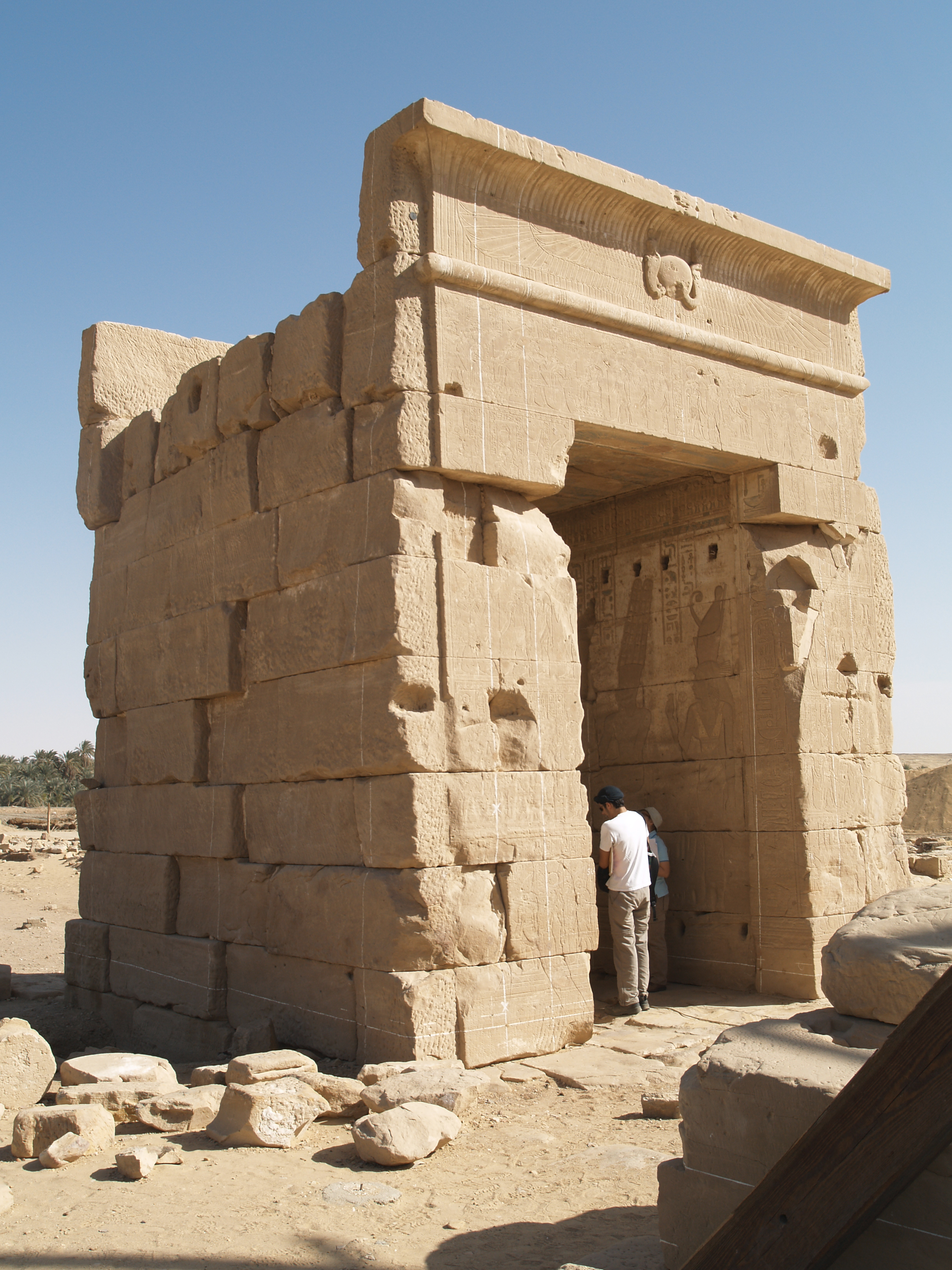
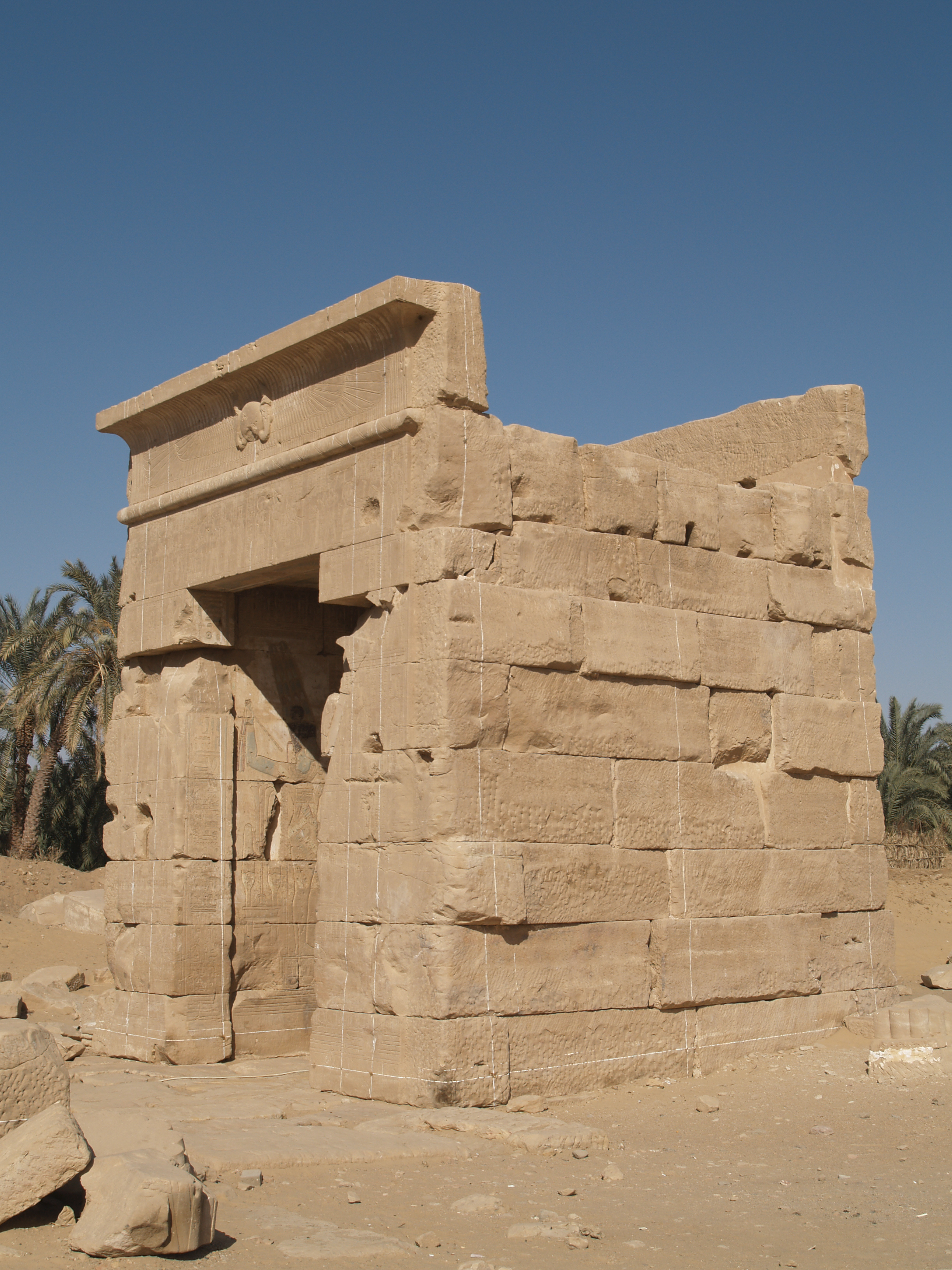
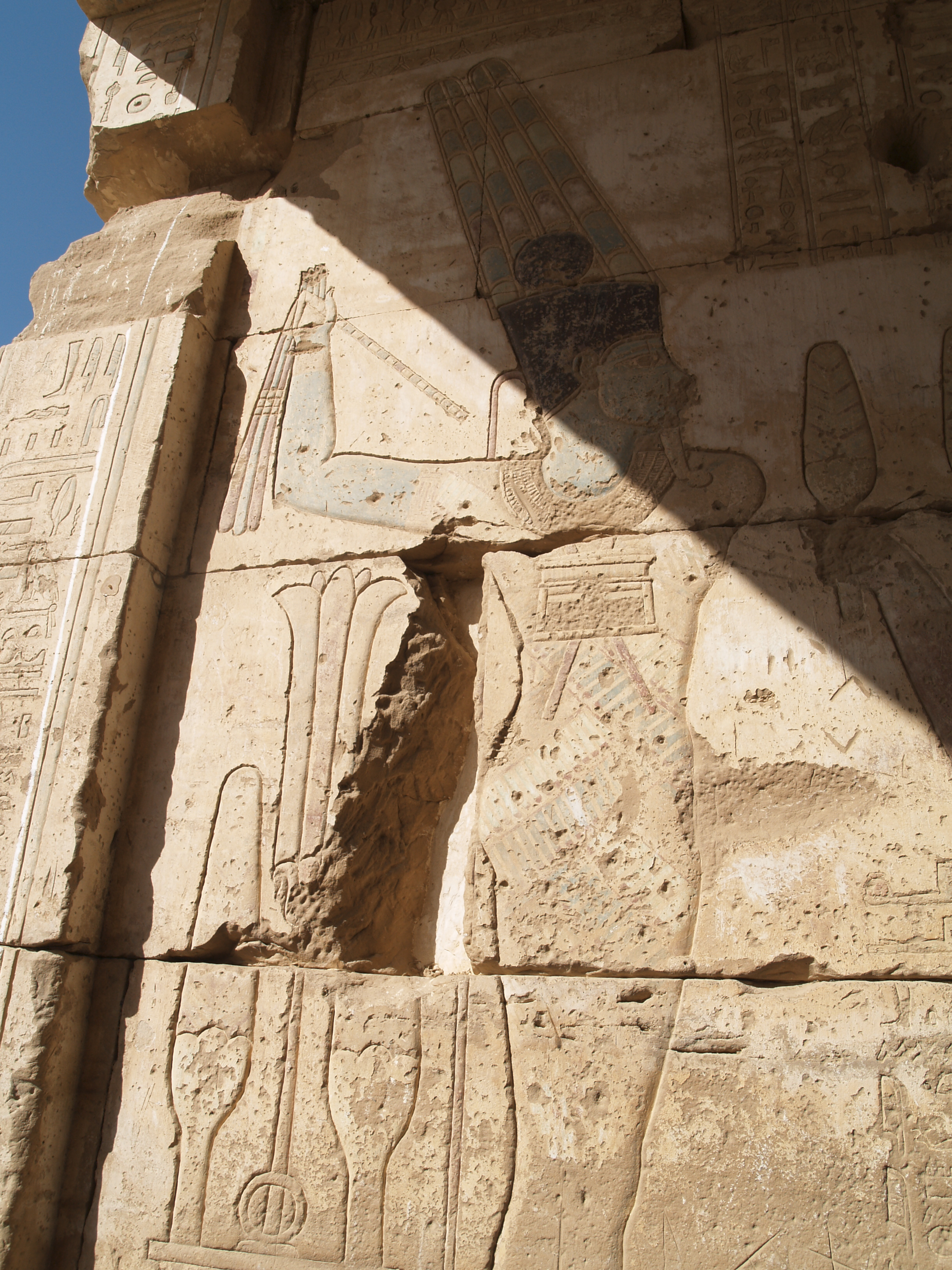
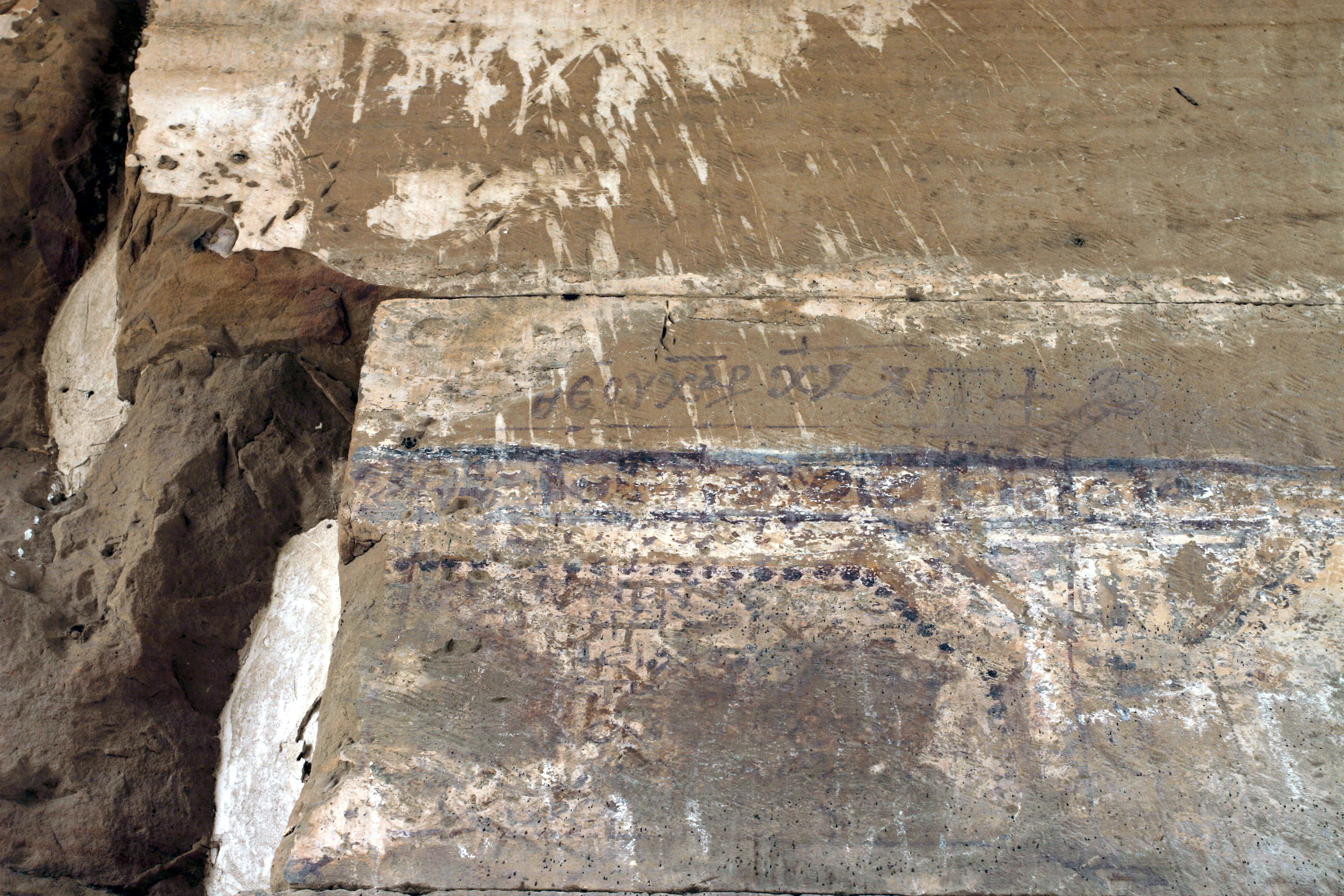
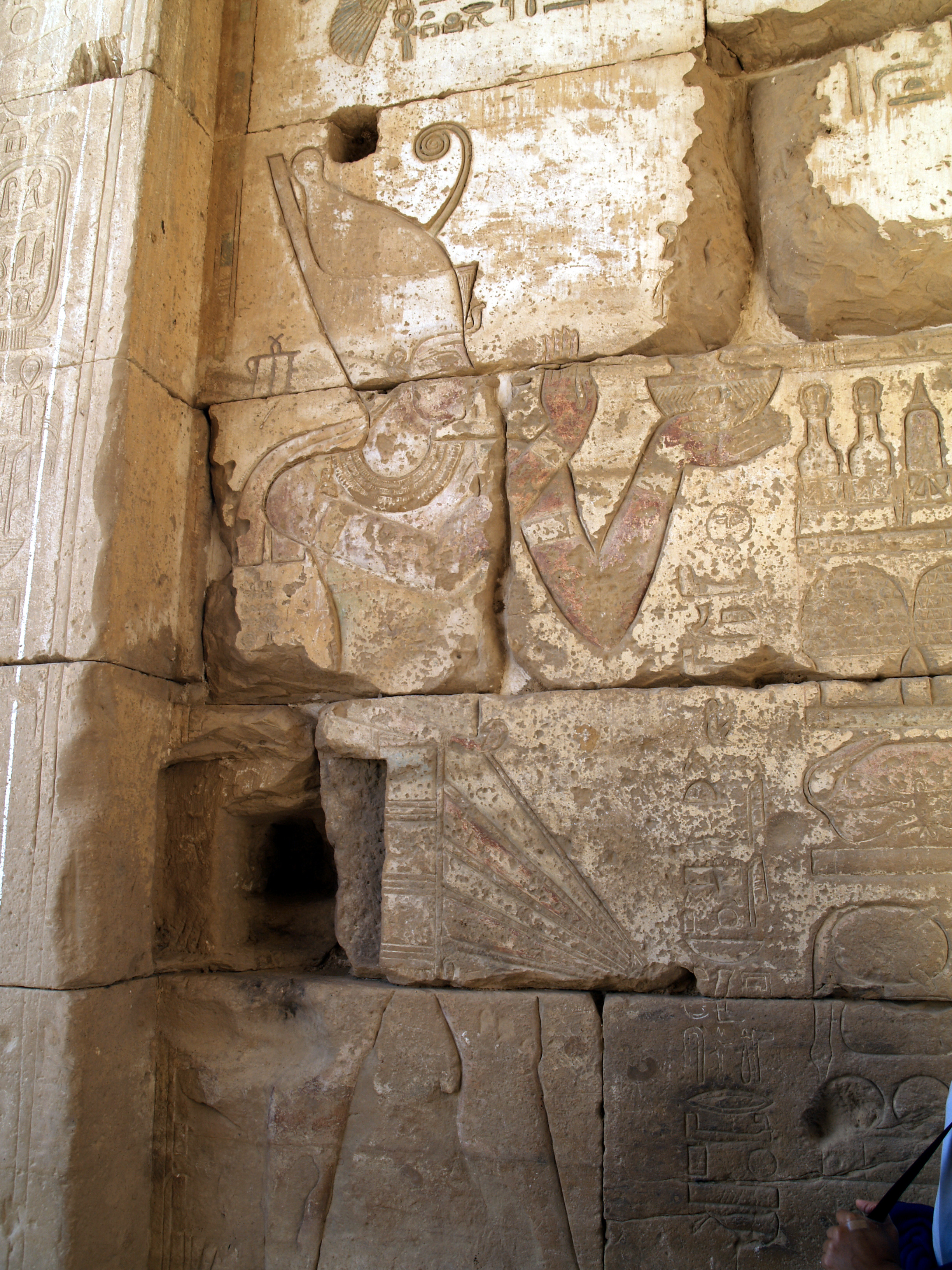
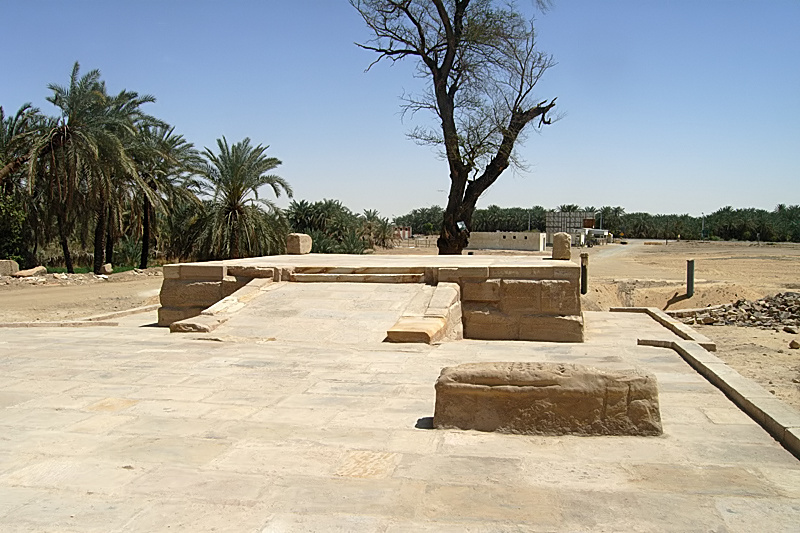
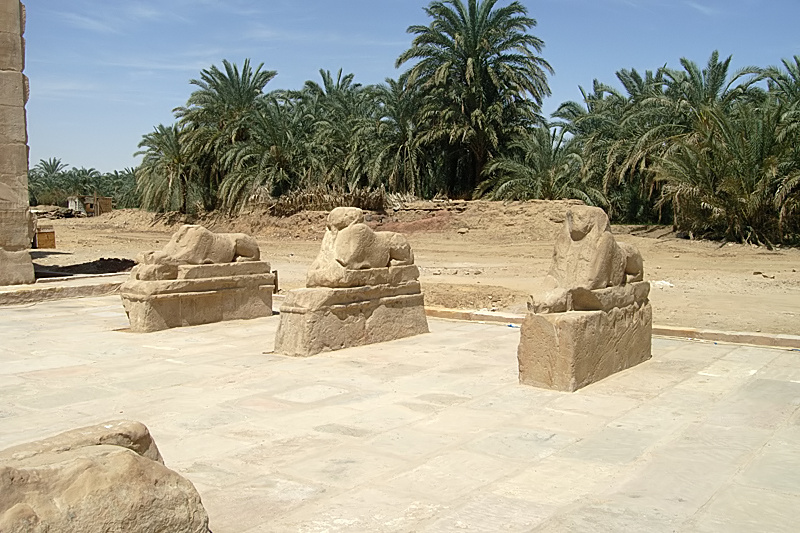
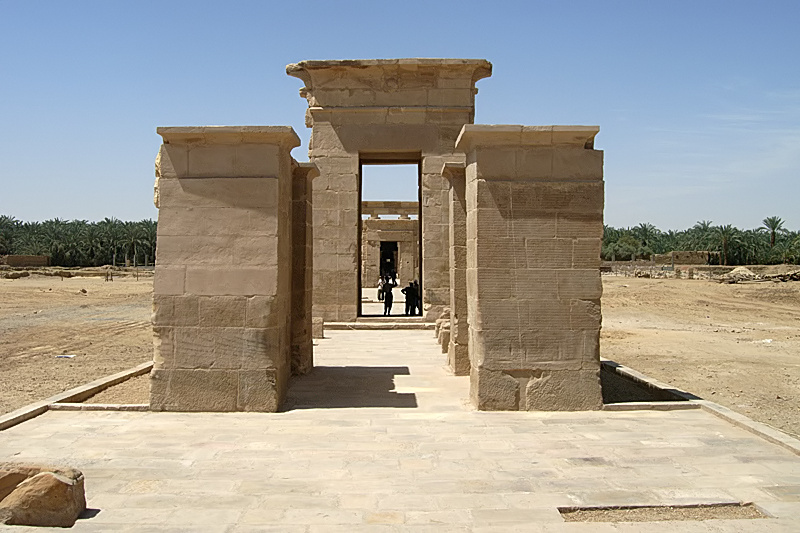
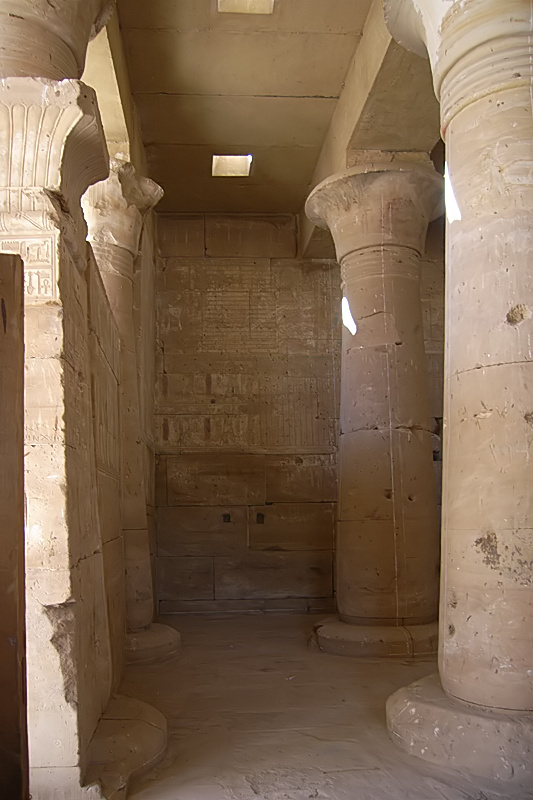
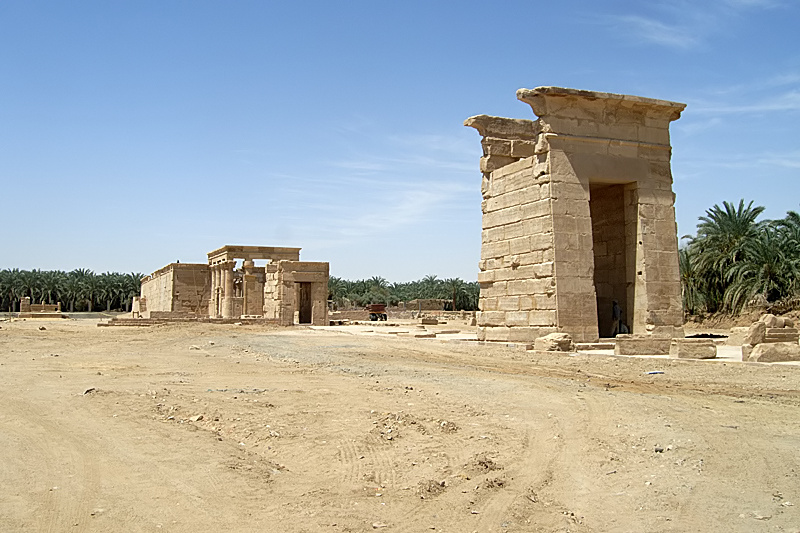
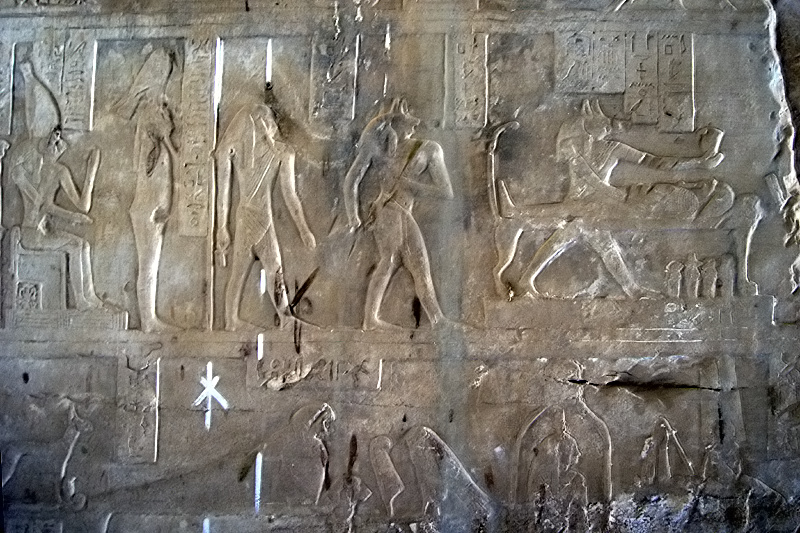
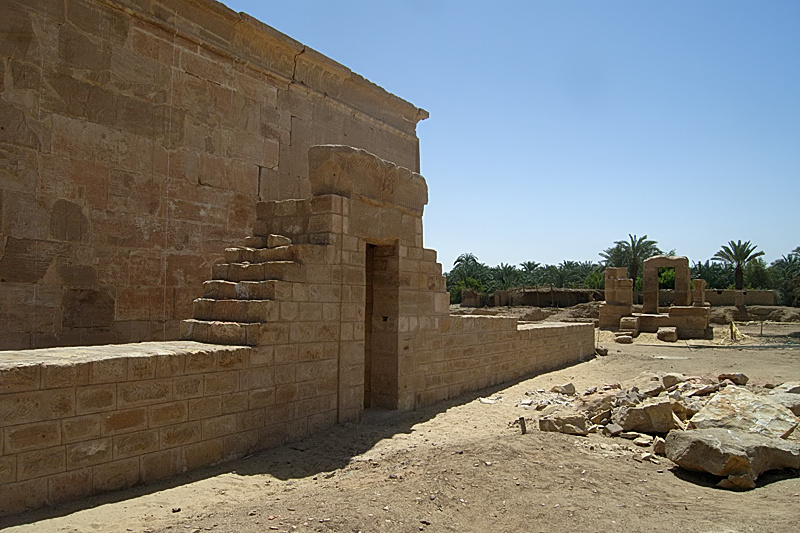
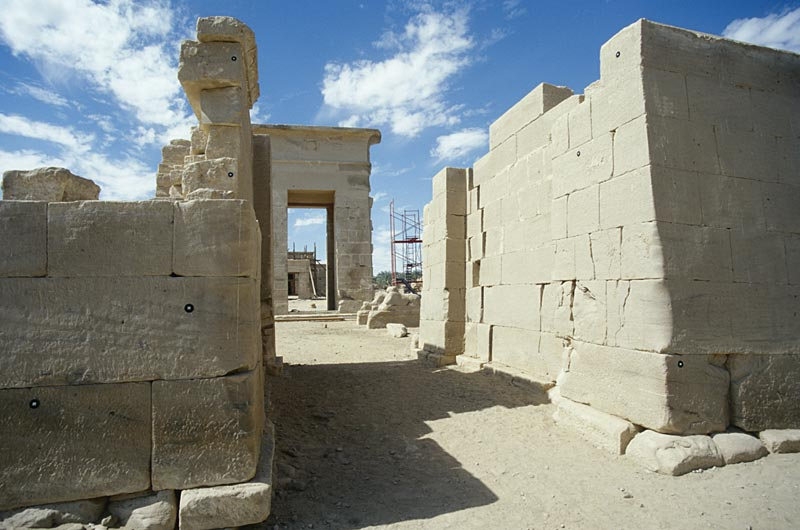
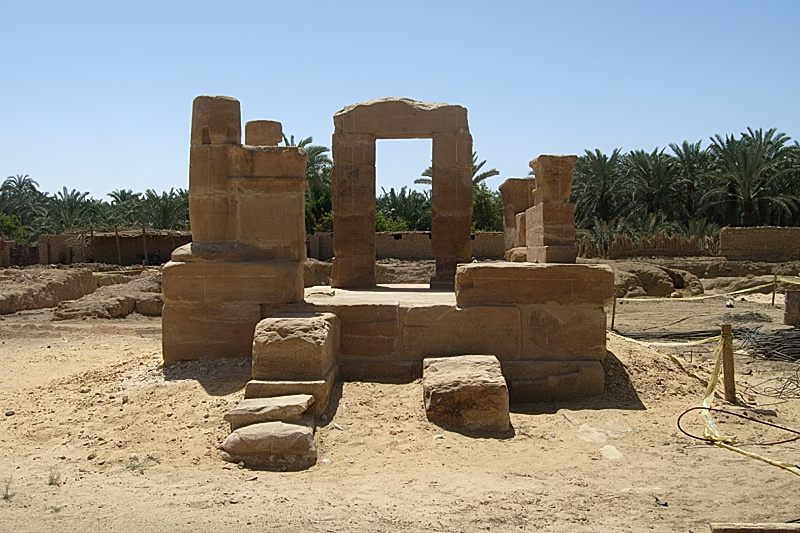
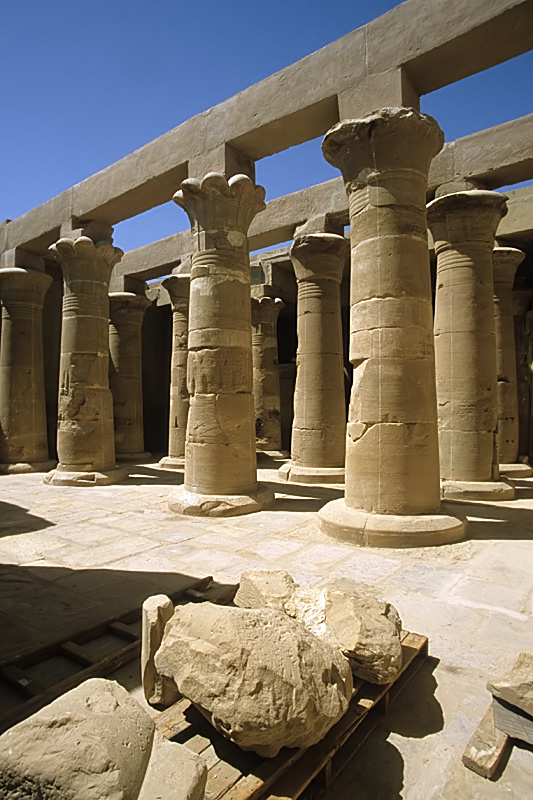
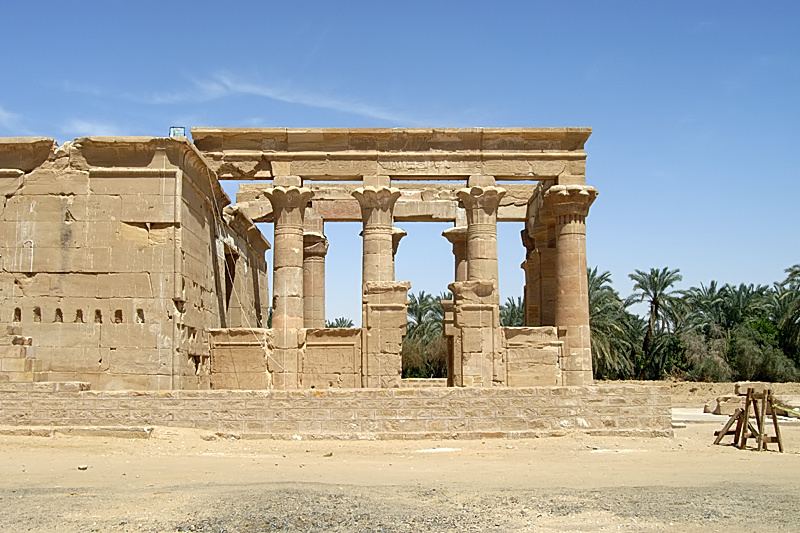
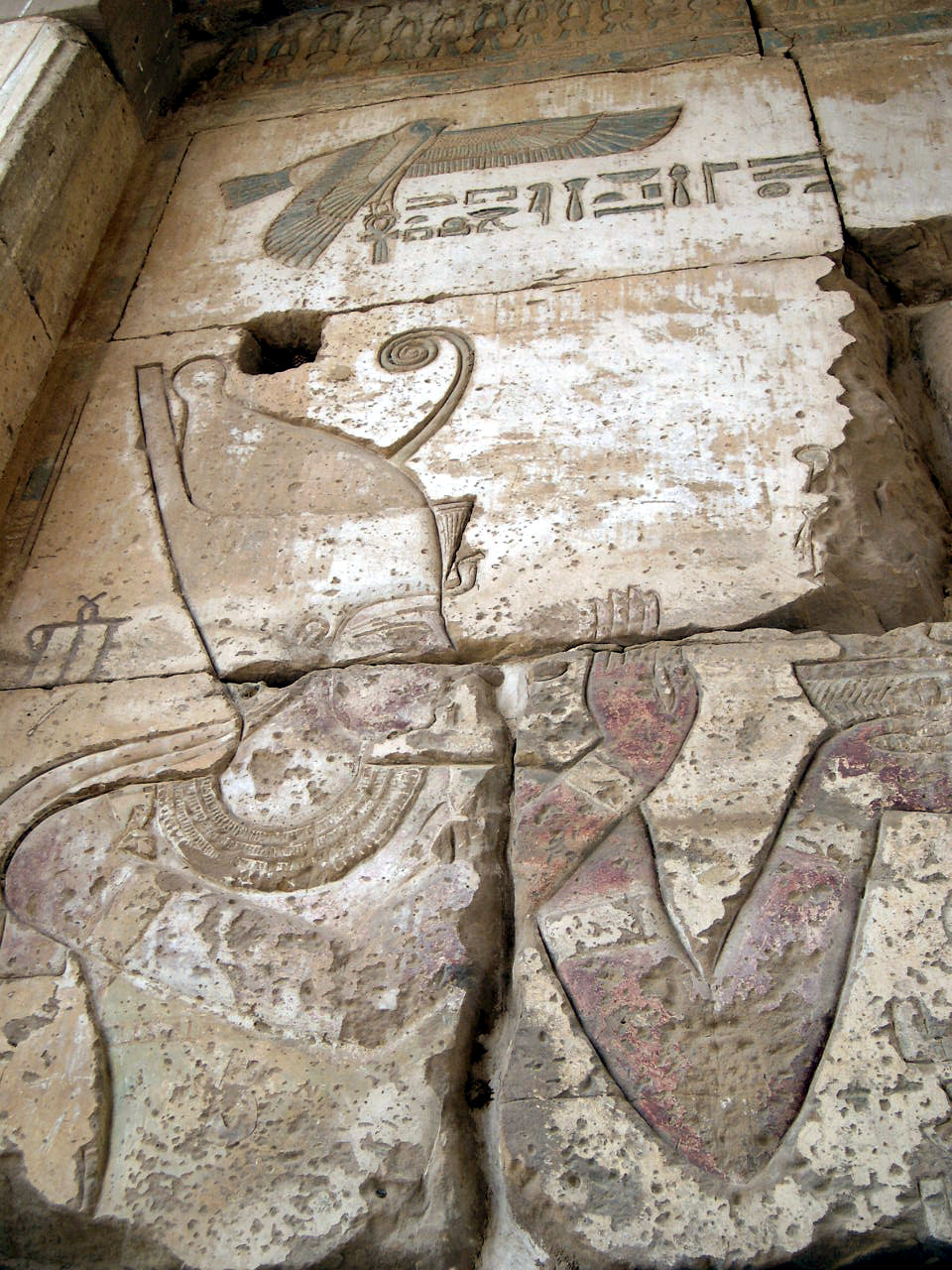
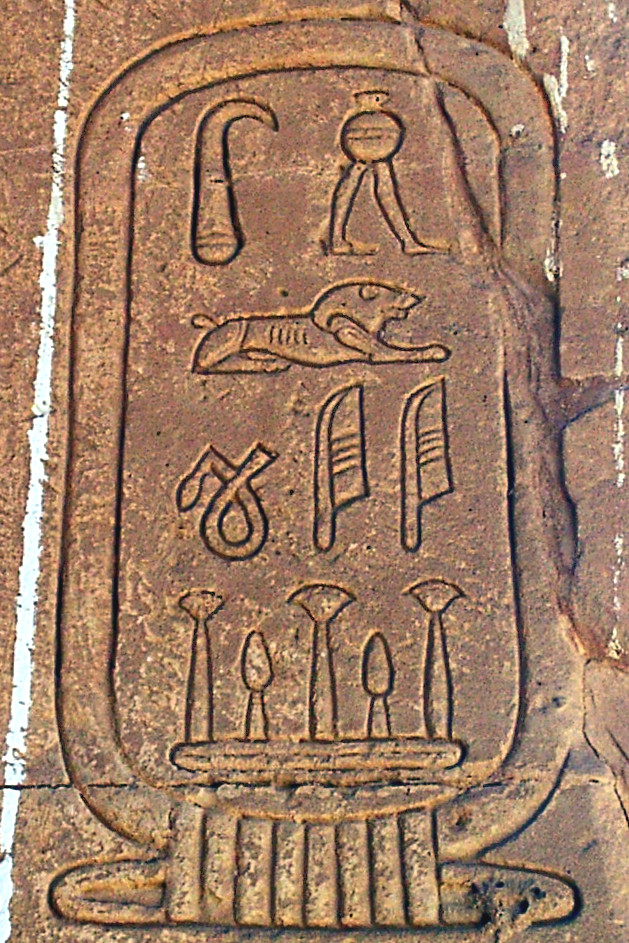
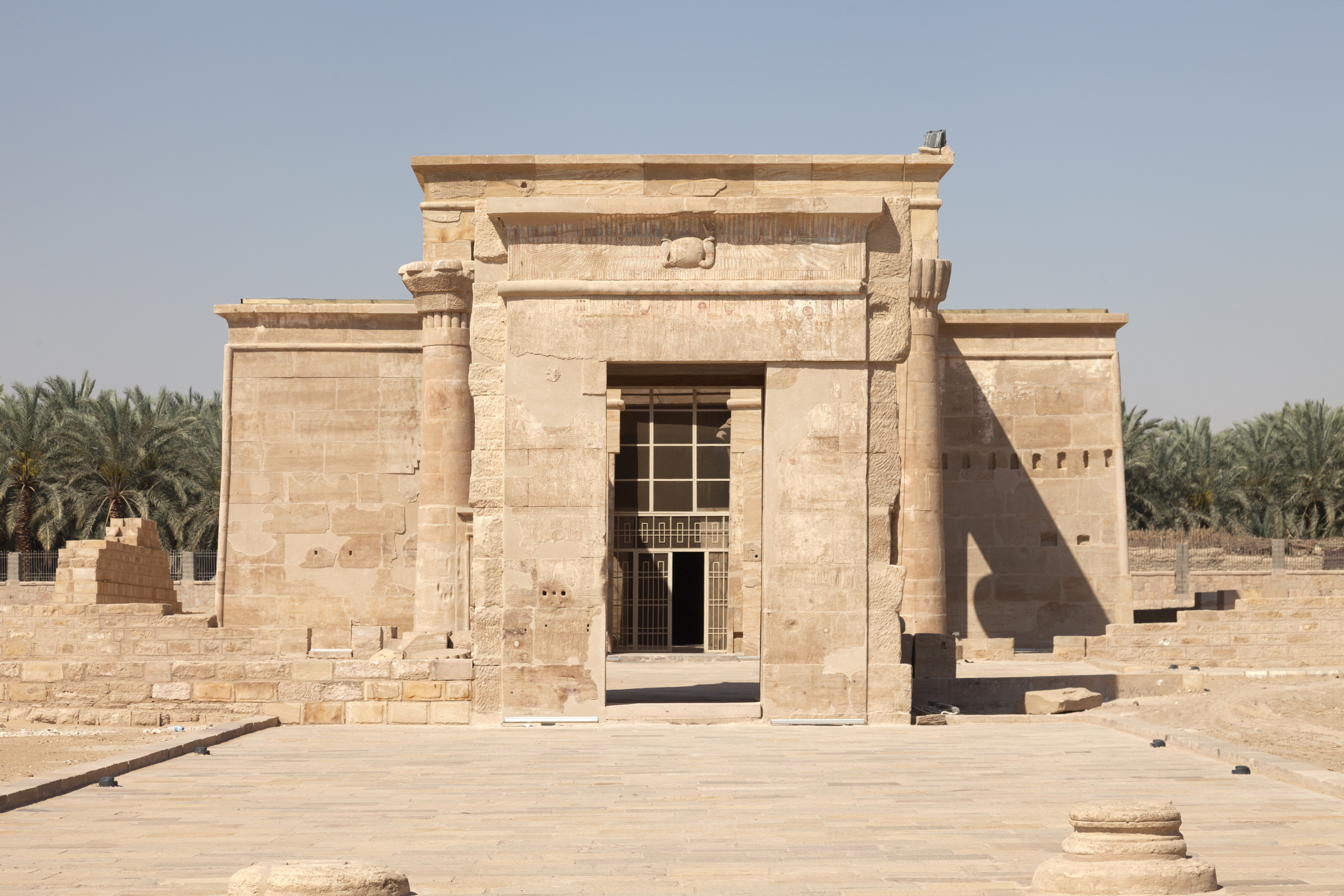
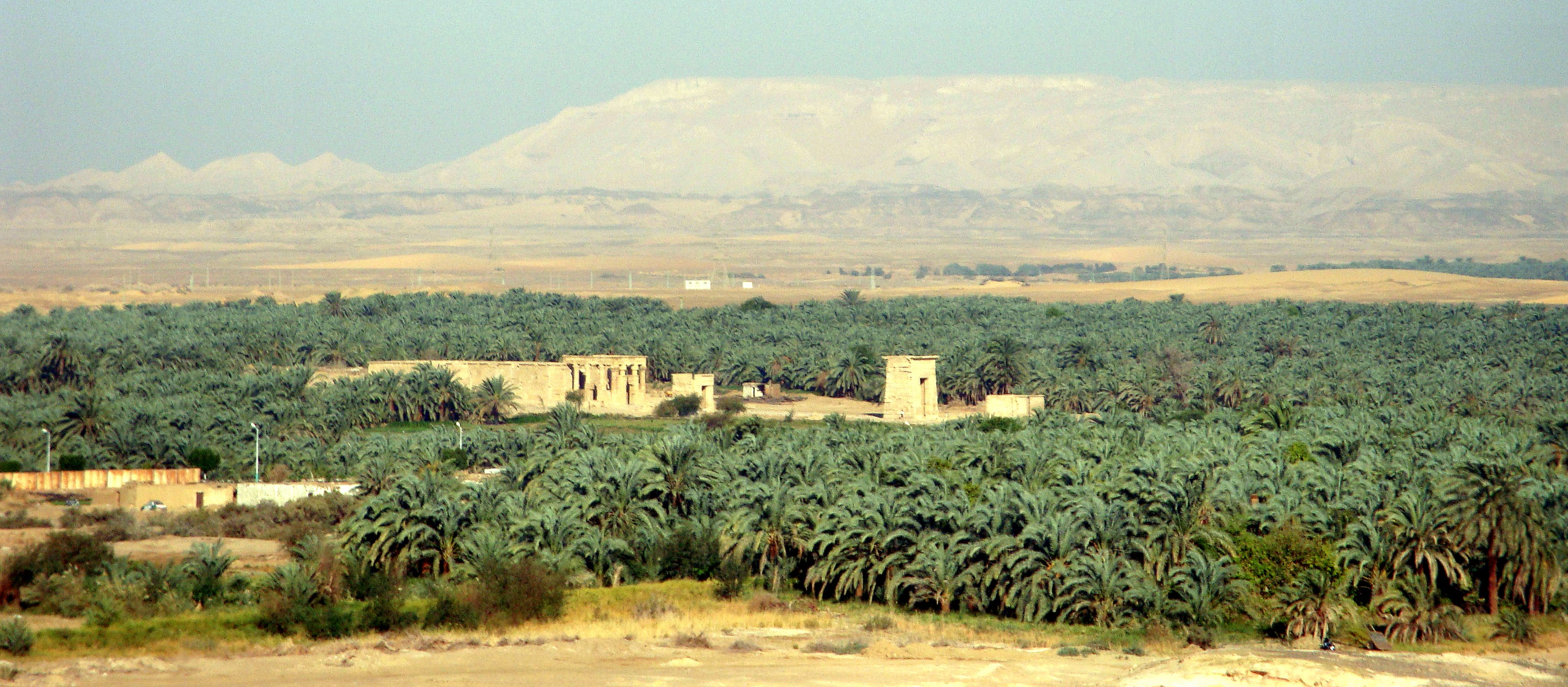